# La Rocheta (Droma)
La Rochette-du-Buis és un municipi francès situat al departament de la Droma i a la regió d'Alvèrnia-Roine-Alps. L'any 2007 tenia 68 habitants.

## Demografia

### Població
El 2007 la població de fet de La Rochette-du-Buis era de 68 persones. Hi havia 40 famílies de les quals 20 eren unipersonals (12 homes vivint sols i 8 dones vivint soles), 4 parelles sense fills, 4 parelles amb fills i 12 famílies monoparentals amb fills.
La població ha evolucionat segons el següent gràfic:
Habitants censats

### Habitatges
El 2007 hi havia 76 habitatges, 39 eren l'habitatge principal de la família, 30 eren segones residències i 7 estaven desocupats. 69 eren cases i 5 eren apartaments. Dels 39 habitatges principals, 29 estaven ocupats pels seus propietaris, 8 estaven llogats i ocupats pels llogaters i 2 estaven cedits a títol gratuït; 2 tenien una cambra, 1 en tenia dues, 13 en tenien tres, 17 en tenien quatre i 6 en tenien cinc o més. 25 habitatges disposaven pel capbaix d'una plaça de pàrquing. A 19 habitatges hi havia un automòbil i a 11 n'hi havia dos o més.

### Piràmide de població
La piràmide de població per edats i sexe el 2009 era:
| Homes | Edats   | Dones |
| ----- | ------- | ----- |
| 0     | 95 o +  | 0     |
| 0     | 90 a 94 | 0     |
| 0     | 85 a 89 | 0     |
| 0     | 80 a 84 | 0     |
| 0     | 75 a 79 | 4     |
| 0     | 70 a 74 | 0     |
| 4     | 65 a 69 | 4     |
| 8     | 60 a 64 | 8     |
| 8     | 55 a 59 | 0     |
| 0     | 50 a 54 | 0     |
| 0     | 45 a 49 | 4     |
| 0     | 40 a 44 | 0     |
| 4     | 35 a 39 | 0     |
| 4     | 30 a 34 | 0     |
| 0     | 25 a 29 | 4     |
| 0     | 20 a 24 | 0     |
| 0     | 15 a 19 | 0     |
| 0     | 10 a 14 | 0     |
| 0     | 5 a 9   | 0     |
| 4     | 0 a 4   | 0     |

## Economia
El 2007 la població en edat de treballar era de 35 persones, 27 eren actives i 8 eren inactives. De les 27 persones actives 25 estaven ocupades (14 homes i 11 dones) i 2 estaven aturades (2 dones i 2 dones). De les 8 persones inactives 1 estava jubilada, 2 estaven estudiant i 5 estaven classificades com a «altres inactius».
Activitats econòmiques
L'any 2000 a La Rochette-du-Buis hi havia 10 explotacions agrícoles que ocupaven un total de 198 hectàrees.

## Poblacions més properes
El següent diagrama mostra les poblacions més properes.